# Komárom
Komárom er en by i det nordlige Ungarn. Byen ligger i provinsen Komárom-Esztergom og har 20.391(2024) indbyggere.